# Slimminge kyrka
Slimminge kyrka är en kyrkobyggnad i Slimminge. Den tillhör Villie församling i Lunds stift.

## Kyrkobyggnaden
Slimminge kyrka uppfördes 1807 då det breda långhuset byggdes. En grundlig ombyggnad genomfördes 1905. Då tillkom ett kvadratiskt västtorn med en smal spira.
1807 hade den gamla kyrkans långhus, skepp och kor rivits och när den nya kyrkan uppfördes återanvändes all duglig mur- och taktegel och gråsten. 
Större renoveringar efter nybygget gjordes 1820 då en ny altartavla införskaffades, predikstolen renoverades och kyrkans inre målades, bekostade av landsortsbefolkningen.
Det torn som beskrivs år 1662 är troligen detsamma som efter ett flertal renoveringar blev kvar vid kyrkans ombyggnad år 1807.
1904 tillsattes en byggnadskommitté och det gamla tornet revs ner för att ersättas med det nuvarande som inrymmer vapenhus.
Ett vapenhus på kyrkans södra sida nämns under 1780-talet. Dagens vapenhus inryms i tornets bottenvåning med ingång i öster och en uppgång till tornets trapphus. I vapenhuset förvaras kyrkans gamla kassakista från 1735 och Slimminges gamla byahorn. 
Där står också två före detta kyrkbänkar och ett ekbord vilket fortfarande används vid kyrkkaffe.
På den tredje våningen finns det gamla klockringsverket bevarat. Det var endast en klocka av malm som hängde i tornet fram till ombyggnaden 1905. Den gamla klockans ålder är okänd, men den blev 1753 omgjuten av Andreas Wetterholtz i Malmö och 1905 återigen omgjuten av M.O. Olsson i Lübeck. Den är 90 cm i diameter. Den större klockan med en diameter på 108 cm är gjuten av M.O. Olsson och skänktes enligt inskrift av Kristen Larsson i Slimminge. 

## Inventarier
Den medeltida dopfunten är av kalksten. Dopfatet från 1600-talet är av mässing och har bottenrelief som föreställer bebådelsen. Predikstolen är också från 1600-talet. Offerstocken är från medeltiden. Altartavlan är gjord av Gunnar Torhamn och föreställer "Jesus tvår lärjungarnas fötter".
Predikstolen av ek i renässansstil är daterad till 1600-talet, rikt skulpterad och målad samt prydd med de fyra evangelisterna. Den hade tidigare en ljusgrå färg med förgyllning. Denna färg togs bort i början av 1900-talet då den målades med imiterad ekfärg. Under 1950-talet renoverades den, ekfärgen togs bort och de gamla färgerna plockades fram igen.
Kyrkorummet idag har genomgått ombyggnader både 1905 och vid 1950-talets restaurering. Golvet är belagt med ett rutmönster av bruna och svarta plattor med en bård av mönstrade plattor närmast bänkarna, i bänkkvarteren finns obehandlat trägolv. Taket är i pärlspont och väggarna slätputsade. På långhusets vägg finns en granittavla med inhuggen text ’’År 1807 under Konung Gustaf IV Adolfs Regering, genom att hedrande af Församlingens Åboar och husmän, blev denna Kyrka å nyö uppbyggd vid, Kyrkoherden Jöns Hindrik Schreils tillsyn.’’

### Orgel
- 1833 byggde Anders Larsson en orgel med 8 stämmor.
- Den nuvarande orgeln byggdes 1930 av A. Mårtenssons Orgelfabrik AB, Lund och är pneumatisk. Orgeln har fria och fasta kombinationer och registersvällare.

| Huvudverk I         | Svällverk II       | Pedal          | Koppel   |
| Borduna 16´         | Violinprincipal 8´ | Subbas 16´     | I/P      |
| Principal 8´        | Rörflöjt 8'        | Gedacktbas 16' | II/P     |
| Flûte harmonique 8' | Salicional 8'      | Cello 8'       | II/I     |
| Gamba 8'            | Voix céleste 8'    |                | I 4'/I   |
| Oktava 4'           | Traversflöjt 4'    |                | II 16'/I |
| Rasuchkvint 2 chor  | Crescendosvällare  |                | II 4'/I  |